# 小野協一
小野 協一（おの きょういち、1921年8月16日 - 2002年10月18日）は、日本の英文学者。
和歌山県新宮市出身。1944年東京帝国大学文学部英文科卒。1951年東京外国語大学講師、助教授、教授、1984年定年退官、名誉教授、和光大学教授、鶴見大学教授。1992年退職。ジョージ・オーウェルが専門。

## 著書
- 『ジョージ・オーウェル』研究社出版 今日のイギリス・アメリカ文学 1970
- 『スペイン内戦をめぐって イギリスの1930年代文学』研究社出版 1980

### 共編
- 『エリオット入門』荒正人共編 南雲堂 1961

### 翻訳
- H・G・ウェルズ『宇宙戦争』小山書店 1951
- R.ウォーナー『空軍基地』ダヴィッド社 1954
- フランク・ノリス/ジャック・ロンドン『小麦相場・たき火』滝川元男共訳 英宝社 英米名作ライブラリー 1956
- ジョージ・オーウェル『政治と文学 イギリス・君のイギリス』南雲堂 双書・不安の時代 1958
- ジョウゼフ・コンラッド『ロード・ジム』八潮出版社 1965
- 「空騒ぎ」『シェイクスピア全集 第2巻 喜劇 Ⅱ』筑摩書房 1967
- トマス・ナッシュ『不運な旅人』現代思潮社 古典文庫 1970
- オスカー・ワイルド『全集 第2巻 小説 2』「短篇」出帆社 1976
- ロイ・ステマン『謎の大陸』学習研究社 超常世界への挑戦シリーズ 1977
- スチュアート・ホルロイド『魔術と占いの神秘』学習研究社 超常世界への挑戦シリーズ 1977
- 『武器を理解せよ傷を理解せよ ジョン・コーンフォード著作集』ジョナサン・ガラッシ編 未来社 1983
- オスカー・ワイルド『アーサー・サヴィル卿の犯罪』矢川澄子共訳 国書刊行会 バベルの図書館 1988
- 『オーウェル評論集』平凡社ライブラリー 1995。川端康雄編、井上摩耶子・小野寺健・河合秀和共訳
- ジョージ・オーウェル『気の向くままに 同時代批評1943-1947』監訳 オーウェル会訳 彩流社 1997

### 記念論文集
- 『英米文学論集 小野協一教授退官記念論集』南雲堂 1984

## 論文
- <小野協一